# Contea di Lehigh
La contea di Lehigh (in inglese Lehigh County) è una contea dello Stato della Pennsylvania, negli Stati Uniti. La popolazione al censimento del 2000 era di 312 090 abitanti. Il capoluogo di contea è Allentown.

## Geografia
La contea si trova nella parte orientale dello Stato.La contea è costituita da una regione collinare, delimitata dal fiume Lehigh a est e dalla Blue Mountain a nord. Altri corsi d’acqua includono il lago Leaser e i torrenti Jordan, Little Lehigh e Saucon.

### Contee confinanti
- Contea di Carbon - nord
- Contea di Northampton - nord-est
- Contea di Bucks - sud-est
- Contea di Montgomery - sud
- Contea di Berks - sud-ovest
- Contea di Schuylkill - ovest

## Storia
Durante la Rivoluzione americana, la Liberty Bell fu nascosta in una chiesa a Northampton (1777), che, quando la contea fu istituita nel 1812, divenne capoluogo e fu in seguito rinominata Allentown (1838). Il nome della contea deriva da Lechauwekink (più tardi abbreviato in Lecha), il nome dato al fiume Lehigh dal popolo Delaware, che significa “dove ci sono diramazioni”.

## Centri abitati[4]

### City
- Allentown (capoluogo)
- Bethlehem (divisa con altra contea)

### Borough
- Alburtis
- Catasauqua
- Coopersburg
- Coplay
- Emmaus
- Fountain Hill
- Macungie
- Slatington

### Township
- Hanover
- Heidelberg
- Lower Macungie
- Lower Milford
- Lowhill
- Lynn
- North Whitehall
- Salisbury
- South Whitehall
- Upper Macungie
- Upper Milford
- Upper Saucon
- Washington
- Weisenberg
- Whitehall

### CDP
- Ancient Oaks
- Breinigsville
- Cementon
- Cetronia
- DeSales University
- Dorneyville
- Egypt
- Fullerton
- Hokendauqua
- Laurys Station
- New Tripoli
- Schnecksville
- Slatedale
- Stiles
- Trexlertown
- Wescosville